# مهدی‌آباد (سیدان)
مهدی‌آباد روستایی در دهستان رحمت بخش سیدان شهرستان مرودشت استان فارس ایران است.

## جمعیت
بر پایه سرشماری عمومی نفوس و مسکن در سال ۱۳۹۵ جمعیت این روستا ۴۹۰ نفر (۱۲۲خانوار) بوده‌است.